# 同志社大学政策学部

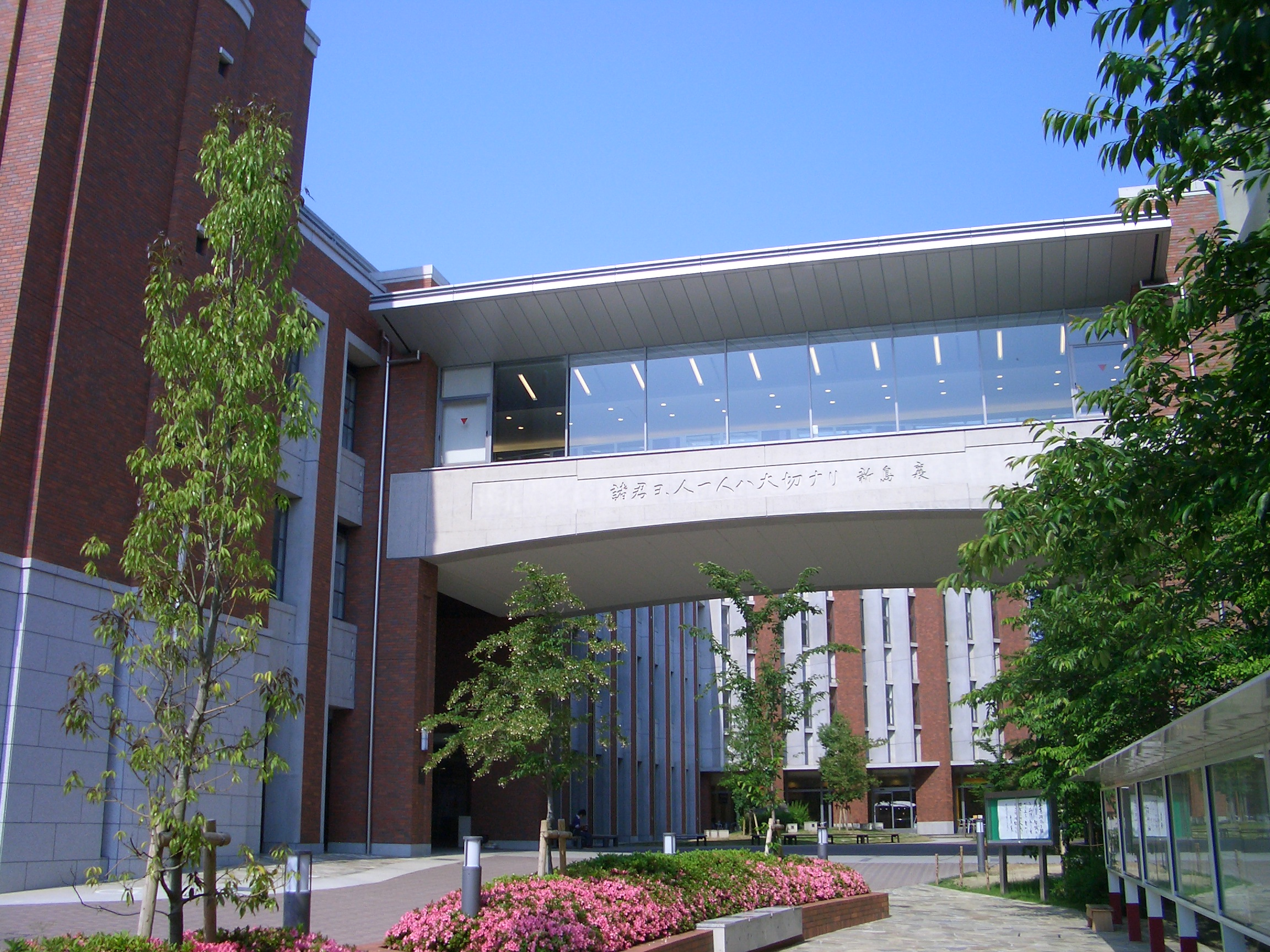
臨光館（新町キャンパス）

同志社大学政策学部（どうししゃだいがくせいさくがくぶ、英称:Faculty of Policy Studies）は、同志社大学に設置される政策学部である。

## 概要
同志社大学政策学部は、2004年に新たに設立された学部であり、学科としては政策学科の1学科のみが置かれている。入学定員420人。

### 設置の趣旨・目的
現代社会は複雑・多様になるとともにグローバル化が急速に進展しているため、そこで発生する問題にも旧来のアプローチでは解決困難なものが多くなってきている。このような時代に、政府部門、民間部門を問わず必要とされているのは、状況を的確に把握しそこにある問題を見つけ出す力、即ち高い問題発見能力。これが備わっていないと、課題を与えられなければ何も行動できないことになり、問題解決に対して常に受動的にしか関わることができなくなる。
問題解決のために採用される人々の知識・情報と活動の体系を「政策」と考え、問題発見からその解決に至るプロセスを政策過程として捉える。つまり、国や自治体はもちろん、企業やNPOなども問題解決のために「政策」を作り、実行していると考えることができる。この「政策」をキーワードに、これに関連する知識、理論、手法の基礎を体系的に学び、実践的なトレーニングを行う。
そこで第一に、基本となる社会、政治、経済における諸現象を客観的かつ合理的に把握し整理できる概念や理論を身につけられること、第二に、社会において生み出される様々な問題解決策の企画、実施の際に必要となる知識や技術の基本を身につけることを目指している。これらの知識や手法を身につけ、問題発見能力と問題解決能力を養成することが大きな目的となる。

### カリキュラムの特色
従来の伝統的学部の大半が、学問の体系を基礎に教育課程を編成していたのに対して、政策学部は社会における実態的な「政策」を基礎に学部の教育体系を組み立てている。しかし、いわゆる「実学」を重視するのではなく、まず社会を科学的に眺めてそこにある問題を見つけ出せるようにするための「基礎的トレーニング」を徹底して行い、その上に政策の企画・立案・実施・評価活動と、それらの活動を担う組織やネットワークを編成したり管理・運営したりする際に必要な知識や技術を積み上げるようにしている。
つまり、時流に乗った特定の知識や技術を身につけただけの「即戦力」として珍重されるような人材を養成するのではなく、基礎能力や潜在能力の向上に重点を置き、しっかりと身につけた基礎の上に、どのような状況に置かれても問題解決の中心となって的確かつ柔軟に対応できる人材を養成するカリキュラムを設定している。
具体的には、①社会の諸現象を社会科学的に見る目を養いながら、学ぶことの意義や楽しさを理解するための導入科目（グレードI）、②社会での問題解決プロセスで必要となる基礎理論や基本的手法を修得するための基礎理論修得科目（グレードII）、③より高度で実践的な問題解決活動に積極的に関わるために必要となる政策に関連した理論を修得し、学部で学んだ理論や手法を社会の諸問題と関連づけて理解し応用することを学ぶ展開科目（グレードIII）を4年間にわたって段階的・体系的に学べるように編成している。

基礎能力養成科目には、First Year Experiment、Communication Method in Japanese、Academic Method、Communication Method in English、Second Year Orientationがあり、選択科目は政治・行政学、法学、経済学、組織論の4つに分類されている。

## 沿革
- 2004年 同志社大学に政策学部政策学科を設置[1]。

## 学科
- 政策学科[2]
  - 入学定員420人[2]

## 学部長
- 柿本昭人

## 交通アクセス
新町キャンパス
所在地：京都市上京区新町通今出川上ル近衛殿表町159-1
- 地下鉄烏丸線「今出川駅」から徒歩10分
- 京阪電車「出町柳駅」から徒歩25分
- バス停「上京区総合庁舎前」から徒歩3分

## 著名な出身者

### 政治
- 江村理紗 - 京都市会議員、地域政党京都党代表。
- 森かれん - 京都市会議員、地域政党京都党政務調査会長。

### アナウンサー
- 阿部まみ - 福岡放送アナウンサー
- 宇垣美里 - TBSテレビアナウンサー、ミスキャンパス同志社2011グランプリ
- 福本晋悟 - 毎日放送アナウンサー
- 寺島啓太 - 文化放送アナウンサー
- 森直美 - 静岡朝日テレビアナウンサー
- 牧野結美 - 元静岡朝日テレビアナウンサー、ミスキャンパス同志社2010グランプリ

### 芸能、スポーツ
- 上田瞳 - 声優、ナレーター
- 太田由希奈 （中退）- フィギュアスケート選手、2004年四大陸選手権優勝
- 伊藤奈美 - ニューヨーク・ジェッツチアリーダー
- 阿部まみ - 元京都アストドリームスチアリーダー
- 河野純喜 - JO1ボーカルリーダー